# استیون نیسمیث
استیون جان نیسمیث (انگلیسی: Steven John Naismith؛ زادهٔ ۱۴ سپتامبر ۱۹۸۶) بازیکن فوتبال اهل اسکاتلند است.